# Alina Fita-Więckowska
Alina Fita-Więckowska  – polska bibliotekoznawczyni, dr hab. nauk humanistycznych, profesor Instytutu Informacji Naukowej i Bibliotekoznawstwa Wydziału Zarządzania i Komunikacji Społecznej Uniwersytetu Jagiellońskiego.

## Życiorys
W 1996 r. habilitowała się na podstawie pracy zatytułowanej Stanisław Mierzwa na tle swoich czasów. Zarys biografii politycznej. Pracowała na stanowisku profesora w Instytucie Informacji Naukowej i Bibliotekoznawstwa na Wydziale Zarządzania i Komunikacji Społecznej Uniwersytetu Jagiellońskiego.
Jest członkiem honorowym Komisji Historycznej na Oddziale Polskiej Akademii Nauk w Krakowie oraz członkiem Komisji Historii Wojen i Wojskowości PAU.